# Osterøy
Osterøy is een gemeente in de provincie Vestland, niet ver van Bergen en het Hardangerfjord in Noorwegen. De gemeente telde op 1-1-2017 8.026 inwoners. De gemeente beslaat het grootste deel van het gelijknamige eiland.
Het stadhuis ligt in Lonevåg op het midden van het eiland. De grootste plaats is Valestrand, het heeft 953 inwoners. De burgemeester is Kari F. Aakre van de Arbeiderspartij.

## Plaatsen in de gemeente
- Fotlandsvåg
- Hausvik
- Lonevåg
- Valestrandfossen

## Geboren
- Ole Bull (1810-1880), componist
- Mons Ivar Mjelde (1967), voetballer en voetbalcoach
- Tore Eikeland (1990-2011), politicus

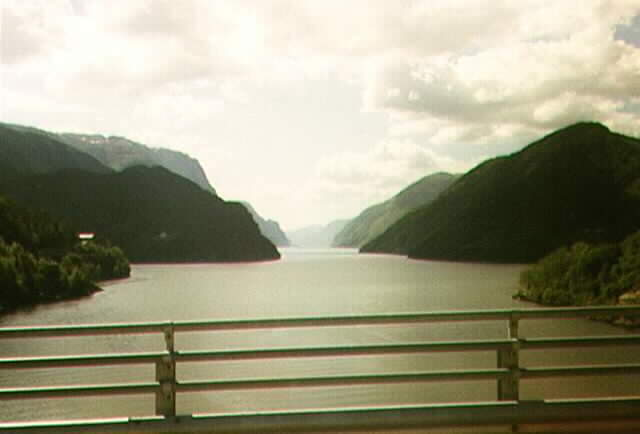
Osterøy

Alver ·  Askvol · Askøy · Aurland · Austevoll · Austrheim · Bergen · Bjørnafjorden · Bremanger · Bømlo · Eidfjord · Etne · Fedje · Fitjar · Fjaler · Gloppen · Gulen · Hyllestad · Høyanger · Kinn · Kvam · Kvinnherad · Luster · Lærdal · Masfjorden · Modalen · Osterøy · Samnanger · Sogndal · Solund · Stad · Stord · Stryn · Sunnfjord · Sveio · Tysnes · Ullensvang · Ulvik · Vaksdal · Vik · Voss · Øygarden · Årdal

Fylker van Noorwegen